# Plectreurys bicolor
Plectreurys bicolor är en spindelart som beskrevs av Banks 1898. Plectreurys bicolor ingår i släktet Plectreurys och familjen Plectreuridae. Inga underarter finns listade i Catalogue of Life.